# 고료정
고료정(일본어: 広陵町)은 일본 나라현 기타카쓰시카군에 있는 정이다.

## 지리
야마토타카다시의 북쪽에 위치하고 다카다강, 가쓰라기강이 북쪽을 흐르고 정의 동쪽 끝을 소가강이 흐른다. 정의 동부에는 평탄한 지형이 펼쳐져 있고 서부에는 구릉지대가 있지만 이곳에서 인접하는 가시바시에 걸쳐서 마미 언덕 뉴타운을 형성하고 있다.
정 서부에는 우마미 고분군이 펼쳐져 있다. 정 동부의 가쓰라기강과 소가강에 끼어 있는 지역에는 백제의 취락이 있고 백제사 삼중탑이 남아 있다.

## 역사
고대에 야마토국 히로세군 야마토리향, 사누키향, 가와노베향의 땅이었다. 히로세라는 이름은 지금도 정내에 남아 있다. 1985년에 정 서부의 구릉지대에 대규모 택지 개발(마미 언덕 뉴타운, 미사사기다이 뉴타운)을 진행해 오사카시에서 직선 거리로 25km 떨어진 입지 조건과 함께 주택 지역으로 인구가 급증하였다. 증가율은 가시바시, 이코마시, 간마키정과 함께 현내 상위이며 한때는 일본 전국에서도 유수한 수치를 자랑한 적도 있었다.
- 1889년 4월 1일 - 정촌제 시행으로 히로세군 하시오촌, 우마미촌, 세나미촌, 구다라촌 등 4개 촌이 성립하였다.
- 1896년 3월 29일 - 히로세군, 가쓰게군이 병합해 기타카쓰라기군이 성립하였고 4개 촌은 모두 기타카쓰라기군에 속하게 되었다.
- 1927년 4월 29일 - 하시오촌이 정으로 승격해 하시오정이 되었다.
- 1953년 5월 1일 - 우마미촌이 정으로 승격해 우마미정이 되었다.
- 1955년 4월 15일 - 우마미정, 세나미촌, 구다라촌이 합병해 고료정이 되었다.
- 1956년 9월 1일 - 하시오정을 편입, 합병해 현재의 고료정이 성립하였다.

## 교통

### 철도
- 긴키 닛폰 철도 다와라모토선
  - (← 미야케정 다지마역) - 하시오역 - (가와이정 이케베역 →)

## 같이 보기
- 백제사(ja:百済寺 (広陵町), 일본 나라현 기타카쓰라기군 고료정)